# نادي فييرينسي
نادي فييرينسي هو نادي كرة قدم برتغالي من مدينة سانتا ماريا دا فييرا. تأسس النادي في 1918.

## الألقاب
- سيغوندا ليغا
  - الوصيف (1): 2010-11
- الدوري البرتغالي الدرجة الثانية
  - البطل (1): 2002-03
  - الوصيف (3): 1961–62 ، 1976–77 ، 1993–94
- AF Aveiro First Division
  - البطل (3): 1959–60 ، 1965–66 ، 1967–